# 砲兵
砲兵（ほうへい、英: artillery）は、陸上戦闘を行う兵科の1つであり、大砲・ロケット・ミサイルによる支援攻撃を担っている。

## 概要
20世紀初頭、特に第一次世界大戦以降において砲兵が多用する間接射撃による攻撃は、目標へ正確に弾着でき、自らの位置が露呈しない限りにおいては非常に有効な方法である。また、戦闘前面から数km以上離れた位置から射撃出来るため、直接射撃による攻撃を受けて部隊が損耗する危険を小さく出来る。特に比較的低コストである砲弾を多量に投射出来る大口径の火砲を多数並べて一斉に射撃する攻撃では、強固な陣地構築物を除いてあらゆる目標物が広範囲に破壊できるため、ロケット・ミサイル技術の普及した現代においても有用な手段である。
火薬の普及以来、砲兵と火砲は野戦や攻城戦において重要な役割を果たしてきた。特に三十年戦争、ナポレオン戦争では、カノン砲（加農砲・加農）や榴弾砲を持つ砲兵の有無、火砲の数と配備位置が勝敗を決した。さらに、当時まだ重要な戦略・戦術であった攻城戦においても、大口径の重砲が無くては外壁を打ち崩せなかった。
近代的な火薬（装薬）を使った火砲は15世紀頃からみられるが、それらを扱う専門の兵科たる「砲兵」が確立されたのは18世紀のフランスであり、砲術家ジャン＝バティスト・ヴァケット・ド・グリボーバルによる組織改革に端を発する。それ以前は火砲の運搬は民間の請負業者（軍夫）の仕事であったが、グリボーバルは運搬・整備・射撃までの一連を、軍の将兵（砲兵）の任務とした。また、火薬の取り扱いや冶金技術などの知識・スキルをはじめ、砲弾の照準に重要な物理法則およびその基礎となる近代数学といった高度な自然科学の素養を必要とする砲兵将校を育成するための軍学校を設立し、砲術理論および戦術を教授した。
移動手段として初期には人力や馬による牽引（騎馬砲兵）が主流だったが、後世には自動車による牽引や砲自体に移動能力を持たせる自走砲も登場した。特殊な運用法としてラクダの背に旋回砲を乗せて移動砲台とするザンブーラキがあった。

## 分類

### 階梯
直接支援（DS）砲兵
戦術階梯で運用される砲兵で、火力支援を主に、阻止攻撃を従にしている。運用砲としては、重迫撃砲や軽砲を装備するのが一般的であるが、自動車化の進展による機動力の向上を受けて、現在では全般支援砲兵と同一の中砲を装備する場合が多い。
全般支援（GS）砲兵
作戦術・戦略階梯で運用される砲兵で、阻止攻撃を主に、火力支援を従にしている。運用砲としては、作戦術階梯においては中砲、戦略階梯においては重砲やロケット砲、ミサイルが装備される。

### 運用砲
砲兵は運用する砲の種類によって3つに分類できる。
在来砲兵
野戦砲を運用する。
軽砲
西側：口径75mm、105mm 東側：口径76mm、122mm
- 105-122mmの軽榴弾砲は第一次世界大戦頃ないし戦間期から、口径75-84mmの野砲と共に師団/旅団所属砲兵の主力（師団砲兵）として運用されるようになり、第二次世界大戦頃にはどこの国の軍隊でも使用されるようになった。
- 軽榴弾砲は戦後も長期にわたって使用されてきたが、近年は120mm迫撃砲の性能向上などもあって、山岳部隊や機動力が重視される空挺部隊など重装備の運用制限が厳しい部隊か、発展途上国および後方の二線級部隊で使用される程度になってきている。

中砲
西側：口径150mm、155mm 東側：口径130、152mm
- 戦間期から第二次大戦にかけては区分は「重砲」であり、ソ連赤軍・大日本帝国陸軍などでは軍団ないし軍司令部に直属する軍団砲兵・軍砲兵の装備として運用されていた。しかしながら同時期のアメリカ陸軍・ドイツ陸軍においては、師団砲兵に1個大隊分の150mm級榴弾砲（M1 155mm榴弾砲・15cm sFH 18）を野砲に変わって配備、軽榴弾砲との混成装備として火力増強を図った。
- 122mmや150mmクラスのカノン砲は同口径の榴弾砲と比較し、極めて大重量（8t前後）であり性能も異なるため軍団砲兵・軍砲兵として運用される。
- また、東側が第二次大戦後に制式化した130mm砲弾はM-46 130mmカノン砲で使用される程度であり、その長射程と大重量から軍団砲兵で運用された。
- 現在の先進国の師団砲兵では、軽榴弾砲を廃し155mm/152mm砲に集約されている傾向があり、自走榴弾砲も155mm/152mm口径のものが中心となっている。

重砲
西側：口径175mm、203mm、280mm 東側：口径180mm、203mm
- 第一次、第二次両大戦において軍団砲兵・軍砲兵に配備され、攻城砲として要塞などの硬化目標の破壊や遠距離砲撃を任務とし、また、要塞砲や沿岸砲としても運用された。
- 現在では重砲の任務は航空攻撃かミサイル攻撃、MLRSやBM-30などの長射程・多連装のロケット砲にとって代わられ、姿を消しつつある。

ロケット砲兵
ロケット砲を運用する。基本的には重砲の代替用途として、作戦術以上の階梯で運用される。
ミサイル砲兵
短距離弾道ミサイルなどの戦術地対地ミサイルを運用する。基本的には戦略階梯で運用される。

## 組織

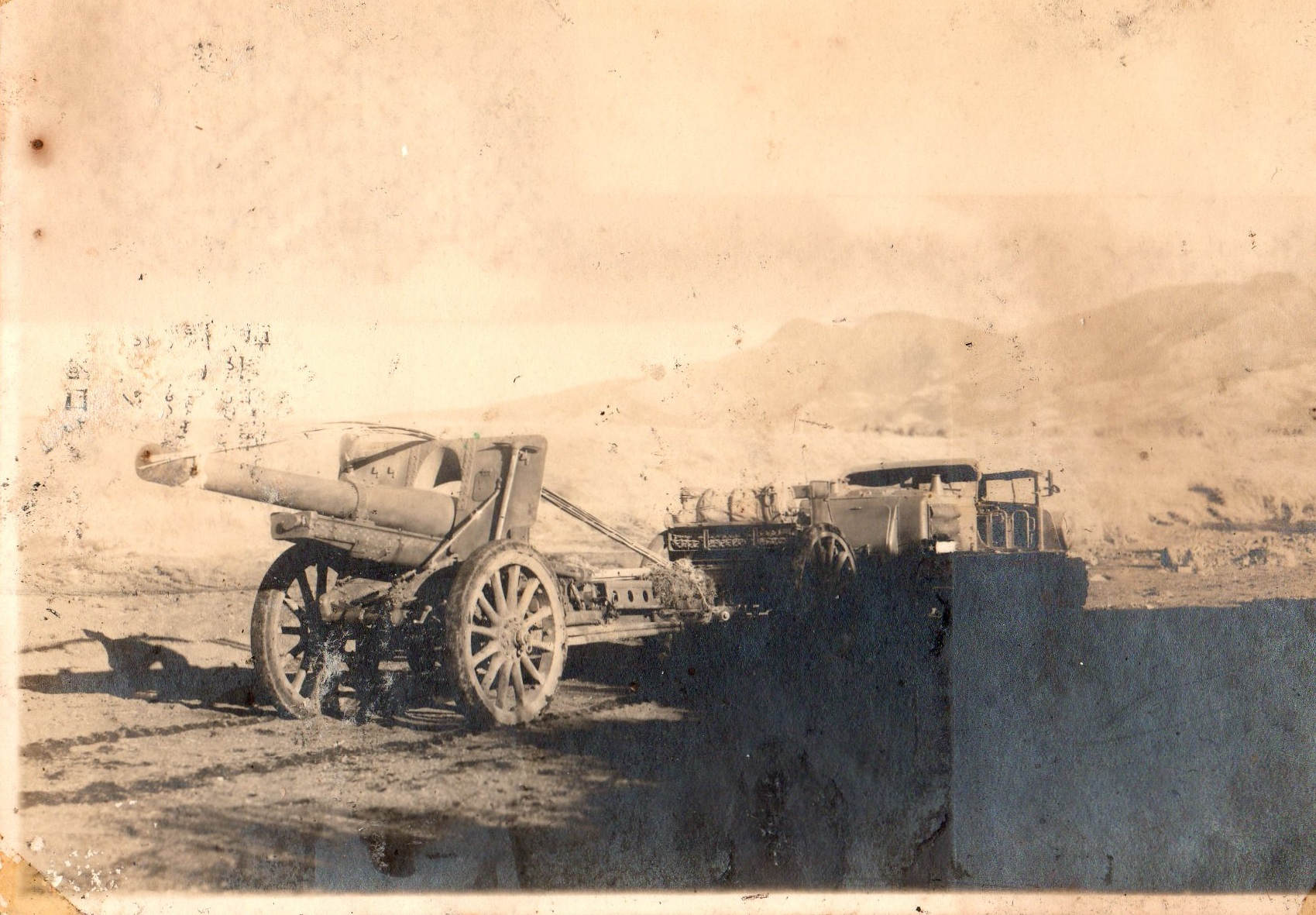
九六式十五糎榴弾砲を運用する日本陸軍の野戦重砲兵（野戦重砲兵第7連隊）砲兵トラクターである九八式六屯牽引車 ロケによって牽引中

国や時代によって様々な編制が存在するが、一般的な事例としては師団砲兵として1個師団に1個砲兵連隊が存在する。1個砲兵連隊の編制は2-4個大隊で、大隊は2-4個中隊で編成される。砲兵連隊は、歩兵連隊を支援（直接支援）する大隊と、師団全体を支援（全般支援）する大隊の２種類で編制される。そのため、砲兵大隊数は、師団内の歩兵連隊数＋１となるのが基本である。
砲兵は中隊で完結可能で、射撃管制、弾薬補給、観測などの機能を有する。砲撃は最低でも中隊単位で行う。
砲兵連隊は砲列を構成する中隊が数個と指揮小隊と観測班小隊に弾薬を運ぶ段列が集まって大隊が構成され、大隊が集まって連隊となる。砲兵はその運用に弾道学に基づく複雑な計算を必要とするために高い教育を受けた将校と下士官を必要とする。教育水準の低い国では優秀な砲兵の確保が難しい場合も多く、砲兵の能力の低さから砲戦能力が制限されることも多く、砲兵将校の能力不足から間接射撃が行えずに直接照準に頼った運用が行われることもある。

## 自衛隊
陸上自衛隊
航空自衛隊

## 運用術
対地攻撃を担っている野戦砲兵の任務の1つは、戦闘前面で直接照準射撃を行う近接戦闘部隊を、間接照準射撃によって後方から掩護攻撃することである。また、これとは別に砲の長射程化とロケット・ミサイルなどの発達により、砲兵と砲兵の火力戦闘、いわゆる対砲兵戦が前線の近接戦闘部隊の援護に先だって行われる事も多い。初期の対砲兵戦に勝利出来れば、以後の近接戦闘においても有利な戦闘が期待できる。

### 戦技
主な砲兵の作業として「観測」、「射撃」、「移動」がある。

#### 観測
野戦砲兵は砲兵隊員自身や他部隊の隊員による前進観測員からの射撃要請や航空機・人工衛星による攻撃目標情報の他にも、前線後方に位置する砲兵部隊自身が行う観測も実施する。
気象観測
火砲は温度・湿度・気圧や風向・風速によって着弾地点は大きく変化するため、射撃に先立って随時、気象観測が行われる。発射地点での温度・湿度は装薬の燃焼速度を変化させ、発射後の弾道経路の空中における気圧や風向・風速は弾道を変化させる。発射地点での温度・湿度・気圧は容易に計測できるが、弾道経路そのものは無理としても、発射地点付近上空の風向・風速は小さなバルーン、またはラジオゾンデによって観測される。昼間の使用に限定されるバルーンの動きは目視観測によって追跡され夜間でも使用可能なラジオゾンデは追跡レーダーによって追跡され、同時に空中の温度や気圧が受信される。ラジオゾンデは電波が敵に受信されることで砲兵の射撃準備が察知されるため、使用には配慮が求められる。
音響観測
音源標定とも呼ばれ、集音マイクを5-6個、広い範囲に事前配置して分析装置と有線接続する。昼夜の別なく敵の初弾発射音からその位置を直ちに特定できるため、非常に有効であるが配置には時間が掛かる。
対砲迫レーダ観測
対砲迫レーダによって敵の砲弾が空中を飛翔している弾道を精密に測定し、発射地点を特定する。アンテナの設置によっては放射可能なレーダー波の方向がある程度限定され、敵の射撃以前にレーダー波を放射すれば、自ら対砲迫レーダの位置を教えてしまう危険があるため、通常は敵の初弾発射後に観測が開始できる。
火点観測
敵の発射炎や発射煙を観測して発射位置を特定する。遠距離射撃が主体となった近代戦闘ではあまり発生しない。
射弾観測
砲弾の落着、あるいは曳火破裂した位置が目標に対してどのような位置関係にあったかを観測し、射撃修正の要不要や射撃諸元の修正程度を算出する。
これらの情報や他部隊部から情報も含めて、すべてを素早く伝達・分析して敵の位置を特定し有効な射撃を行う。そのためには、コンピュータとデジタル通信を活用した情報技術が導入されている。

#### 射撃
野戦砲兵部隊の砲撃は綿密な射撃計画に基づいた「計画射撃」を行うことが多いが、戦闘正面の部隊からの射撃要請によって開始する「要請射撃」、また、野戦砲兵部隊の前進観測者が後方の野戦砲兵部隊に目標座標を伝達して行う「臨機目標射撃」もある。その射撃の方法には大きく分けて弾幕射撃と集中射撃がある。
弾幕射撃
特定の地点を狙うのではなく、敵のあらゆる行動を妨害、無力化することを目的とし、戦線に対して横一列に並んだ砲撃を加える射撃である。この弾幕射撃を戦闘部隊の前進と速度を合わせて前方に狙いを変えていけば、前進弾幕を行うことができる。前進弾幕を的確に行えば前進する部隊は敵の反撃を受けることなく前進することが可能である。
集中射撃
特定の目標に対する射撃であり、一点に砲撃が集中される。

#### 移動
戦闘状況下における砲兵の移動は2種類に分かれる。1つは、戦闘前面の移動や近接戦闘部隊の移動に合わせて、その展開位置を移動することであり、随時行なわれてそれほど緊急性はない。別の1つは、敵への射撃後に予想される敵砲兵からの対抗射撃による攻撃を避けるために移動することであり、可能な限り素早く移動することが求められる。もちろん、こちらから射撃を行わないうちに、攻撃を受けた場合も素早く移動する必要がある。

#### 自衛戦闘
間接射撃を専門とする砲兵部隊は、敵と接近戦闘する状況は出来るだけ避けなければならないが、不可避な場合には最低限度の自衛が行えるように、間接射撃用火砲に直接照準用の照準具が備わっていたり、至近距離での対人射撃にキャニスター弾や榴散弾が用いられた。さらに兵士の個人武装として、機関銃やライフル、ピストルといった小口径火器も配備されている場合が多い。

### 戦術
支援射撃
敵部隊を壊滅、無力化、または制圧して前線の歩兵部隊を火力支援すること。壊滅とは、部隊が30%以上の人員損耗を受け、戦闘力を大幅に喪失して補充などを受けねば戦力にならない状態を指す。無力化とは、部隊が10%以上の人員損耗を受け、数時間は交戦できない状態を指す。制圧とは、敵兵の攻撃を中断させ、掩蔽へ追い立てて応射の精度と威力を削ぐことである。
- 制圧射撃
戦線上の敵部隊を制圧することで、敵の自由行動を阻止し、味方の行動機会を作るために行われる。
- 前進支援射撃
攻撃（特に陣地攻撃）を行なう時に、攻撃側が戦線上の敵防御部隊に対して射撃を加えることで、これを支援するために行われる。縦進陣地を攻撃する場合は移動弾幕射撃が行なわれうる。
- 突撃支援射撃
突撃を行なう時に、攻撃側が最前線上の敵防御部隊に対して射撃を加えることで、これを支援するために行われる。
- 最終防護射撃（突撃破砕射撃）
防御側が突撃に相対した時に、敵の突撃部隊に対して弾幕射撃を加えることで、突撃を破砕するために行われる。
- 標示射撃

阻止射撃
まだ攻撃や防御の態勢が整っていない敵を攻撃して損害を与えること。敵の基地や後方連絡線、集結地点、兵站本部などを狙う。
阻止射撃には、攻撃準備破砕射撃や交通遮断射撃を含む。
- 攻撃準備射撃
攻撃に先立って、戦線上の攻撃予定地域に砲撃を加えることで、敵の防御を阻害すること。
- 攻撃準備破砕射撃
敵の攻勢が開始される直前に、第一線付近に集結した敵部隊を砲撃すること。
- 交通遮断射撃
敵の予備兵力の増援や配置転換による移動を妨げ、弾薬・糧食等が最前線へ補給されるのを阻止するために道路や連絡網に損害を与えること。

対射撃
直接または間接照準射撃を行っている敵の火器や観測所、指揮統制施設を破壊する砲撃である。特に、敵の火砲・迫撃砲に対する射撃を「対砲迫射撃」という。
通常、砲兵の攻撃準備が整うまでは迫撃砲による対射撃を行うが、これが標示射撃を兼ねることも多い。